# 나카지마 요시키 (성우)

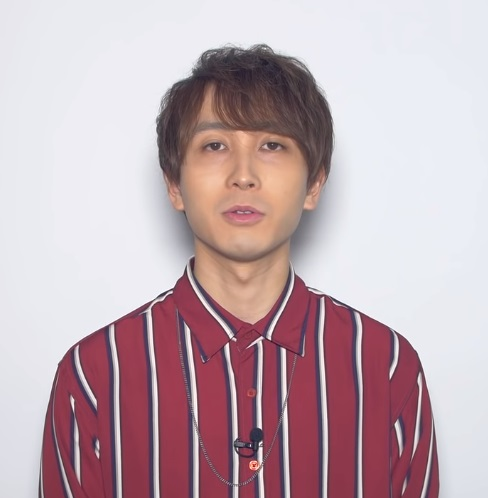

나카지마 요시키(中島ヨシキ, 1993년 6월 26일 ~ )는 일본의 남자 성우이다. 81 프로듀스 소속.
가나가와현 요코하마시 출신.

## 작품

### TV 애니메이션
2019년
- 앙상블 스타즈! (나구모 테토라)

### 게임
2015년
- 앙상블 스타즈! (나구모 테토라)